# Ashford
Ashford là một đô thị thuộc New England, New South Wales, Úc.